# جولييان أندريس دياز
جولييان أندريس دياز (بالإسبانية: Julían Andrés Díaz)‏ (21 يناير 1989 بميديلين في كولومبيا - ) هو لاعب كرة قدم كولومبي في مركز الدفاع. لعب مع أتلتيكو ناسيونال.

## وصلات خارجية
- جولييان أندريس دياز على موقع قاعدة بيانات كرة القدم.إي يو (الإنجليزية)